# عکاسی (فیلم)
«عکاسی» (مجاری: Fotográfia) یک فیلم است که در سال ۱۹۷۳ منتشر شد.